# 乙女塾 (フジテレビ)
乙女塾（おとめじゅく）は、1989年（平成元年）から1991年（平成3年）にフジテレビが主催・運営していたタレント育成講座。1期生～8期生まであった。

## 概要
1988年（昭和63年）、フジテレビ『オールナイトフジ女子高生スペシャル』に市井由理、永作博美、佐藤千代などが出演。そのコンセプトを引き継ぎ、1989年（平成元年）4月17日に同局で『パラダイスGoGo!!』（通称：パラGO）がスタート。同時に「乙女塾」も誕生した。
1991年8月23日、24日の2日間、東京厚生年金会館で乙女塾祭りというイベントを開催、CoCo、ribbon、中嶋美智代、堀川早苗、花島優子、Qlairが出演した。
1期生は当初、「芸能（タレント）コース」と「モデルコース」の2つでスタートしたが、間もなくして芸能コースが「歌手コース」と「俳優コース」に分裂した。2～3期生までは、そのまま歌手コース、俳優コース、モデルコースの各コースに分かれていたが、4期生ではモデルコースが廃止、5期生以降はコース別制度自体が廃止された。
「タレント育成講座」なので「乙女塾名義の楽曲」は制作されていない。これは同じフジテレビ主催であってもアイドルグループであるおニャン子クラブやチェキッ娘とは異なる。しかし、出身者それぞれの楽曲を集めた企画アルバムがポニーキャニオンより2枚リリースされている。
- 乙女塾伝説 The LEGEND OF OTOMEJUKU（1996年（平成8年）4月19日発売、品番・PCCA-00895）
- 乙女塾再び（1999年（平成11年）3月17日発売、品番・PCCA-01308）

## メンバー
※ 各五十音順

### 1期生
芸能（タレント）コース
※ 芸能コースは間もなくして歌手コースと俳優コースに分裂して消滅。
- 市井由理
レッスンのみ参加。後に「東京パフォーマンスドール」、「EAST END×YURI」に加入。
- 于莉（ウィリー。中国人）
- 本間友子（レッスンのみ参加）
- 松本裕美（レッスンのみ参加。後の片山裕美 → 麻生ひろみ → 神崎ちひろ → 声優の大野まりな）
- 本山美香子（夏期セミナー生としてレッスンのみ参加。後の歌手・女優の大賀埜々）

歌手コース
- 大野幹代（「CoCo」加入）
- 斉川ルミ
- 瀧澤君代（レッスンのみ参加）
- 永作博美（「ribbon」加入）
- 羽田恵理香（「CoCo」加入。後の羽田惠理香（現・はねだえりか））
- 吉村夏枝
レッスンのみ参加。後に「Lip's」に加入。更にその後、吉村なつえに改名して「Babble Bunny」に加入。

俳優コース
- 花輪理恵（後の塙理恵。モデルコースからの転籍）
- 堀川恵子
- 増田裕有子
- 松野有里巳（「ribbon」加入。後に松野アリミ → 松野有里巳（元に戻した）の順で改名）
- 宮前真樹（「CoCo」加入）
- 森景真紀（歌手コースからの転籍）
- 山口明子

モデルコース
- 庵地佐和子（芸能コースからの転籍）
- 宇藤佳恵
- 梅原奈津子
- 加藤則子
- 佐藤千代
- 篠原たえ子
- 高田絵里子
- 中島さおり
- 中里薫
- 奈良美佳（後に「ナラミカ × OZ」というユニットでデビュー）
- 野本華理亜（後の野本かりあ）
- 橋本景子（俳優コースからの転籍）
- 船津奈々絵（芸能コースからの転籍）
- 牧内裕美
- 真下節子（レッスンのみ参加）

### 2期生
歌手コース
- 五十嵐玲子
- 伊藤由美
- 稲村真由美
- 井上恵理子（俳優コースからの転籍）
- 茨城律子
- 岩本和
- 大塚久恵（後に「たわわGAL」を経て「ほや組」へ）
- 乙邊仁美
- 児玉多恵子
- 瀬能あづさ（「CoCo」加入）
- 瀧澤君代
- 恒崎裕子
レッスンのみ参加。後に胡桃沢ひろ子 → 恒崎裕子 → 西崎ひろこ → 胡桃沢ひろこの順で改名。「桜っ子クラブさくら組」を経て「L☆IS」に加入。
- 外山由美子
- 三浦理恵子（「CoCo」加入）
- 諸田紋子

俳優コース
- 明下珠美
- 瀧澤君代
- 鳥海まゆみ
- 真木里絵子
- 大内まき

モデルコース
- 浅野友華
- 今泉咲子
- 岡本早由（俳優コースからの転籍。後に「FIELDS」を経て「SMART DRUG」に加入）
- 阪井理緒
- 斉藤晴美
- 薗多香子
- 中野薫（後に「南青山少女歌劇団・2期生」へ加入）
- 福島陽子
- 横田典子

### 3期生
歌手コース
- 浅野宮子
- 荒井洋子
- 川上智子
- 佐藤愛子（「ribbon」加入）
- 瀧澤君代
- 中嶋美智代（後の中嶋ミチヨ）
- 中薗千晶
- 花島優江（後の花島優子）
- 松島奈津子
- 森田由紀子
- 渡辺幸恵
後に「モモコクラブ」、「Fairy Tale」、「Tiara」の順でグループデビュー。芸名も浅山美月→渡辺幸恵の順で改名。

俳優コース
- 磯辺莉英
後に「Bay Canyons」という8人組でのCDデビューを経て、「HIPP'S」にも加入。芸名も磯辺りえ → RIEの順で改名。
- 内田志津子
- 合田吉江
- 田部奈々江
- 谷原誠由美
- 三宅みゆき

モデルコース
- 小澤美穂子
- 木村みどり（埼玉県所沢市出身。所沢市立美原中学校卒業）

### 4期生
※ モデルコースが廃止。
歌手コース
- 今井佐知子（「Qlair」加入）
- 渡辺恭子（後に欽ちゃん劇団「ブカブカ」のメンバーに）

俳優コース
- 江崎千賀子
- 佐久間純子

### 5期生
※ 5期生よりコース別制度は廃止。
- 荒木美佐子
- 井ノ部裕子（「Qlair」加入）
- 鎌田朱美（後に「バーディーガールズ」加入。途中からグループ名を「PUFF」に改名）
- 柴田葉子
- 田中美穂子
- 堀川早苗
- 山田愛
- 吉田亜紀（「Qlair」を経て「FLAGS」という女性5人組でCDデビュー）

### 6期生
- 大橋裕美子（広島東洋カープ監督・新井貴浩の妻）
- 菊地奏衣（後に「モモコクラブ」、「Fairy Tale」、「Tiara」の順でグループデビュー）
- 小林恵子
- 西郷ルミ子
- 竹田みづき
- 富田江身子
後にemiko名義でのソロデビューを経て、1999年（平成11年）に横山知枝とのデュオ「chiemi」を結成。グループ名は沢田聖子が命名。
- 中山みか
- 原美由紀
- 本間志保
- 森久美子
- 山坂美智子

### 7期生
- 伊藤亜紀子
- 今井さおり
- 植井真紀（後の植井まき）
- 勝俣成美
- 越川洋子
- 小原昌子
- 佐島紀子
- 菅原裕美
- 萩原洋子
- 三井美佳（後に「桜っ子クラブさくら組」へ）
- 横田千春
- 渡辺亜希子

### 8期生
- 池上美穂
- 久保田恵美
後に久保田えみ → 早瀬真奈美 → まなみ → 久保田えみ → 朝丘萌 → 久保田えみ → 佳田玲奈 → 永遠花（はるか） → 吉田玲奈の順で何度も改名。
- 菅沼千春
- 関妙子
- 高橋千佳子
- 高橋奈々
- 谷口史恵（後に「東京パフォーマンスドール」の研修生を経て「Sha-bon」に加入）
- 中村友美（後に「東京パフォーマンスドール」の研修生を経て「Sha-bon」に加入）

## 関連文献
- 『近代映画80’sアイドルデビュー伝説Final 乙女塾の時代』近代映画社、2006年、ISBN 4764821060。